# Paskalis Bruno Syukur
Paskalis Bruno Syukur, O.F.M. (* 17. května 1962, Ranggu) je indonéský římskokatolický kněz a biskup v Bogoru.

## Život
V roce 1989 složil slavné sliby ve františkánském řádu, roku 1991 byl vysvěcen na kněze. V letech 1993–1996 studoval k licenciátu ze spirituální teologie na Antonianu v Římě. V letech 2001–2009 byl františkánským provinciálním ministrem pro Indonésii a následně řádovým definitorem pro Asii a Oceánii

### Biskupská služba
Papež František jej v listopadu 2013 jmenoval biskupem v Bogoru, biskupské svěcení přijal 22. února 2014.

### Oznámení kardinálského jmenování a rezignace na kardinalát
V neděli 6. října 2024 papež František oznámil, že na 8. prosince 2024 svolá konzistoř, v níž bude jmenovat 21 nových kardinálů, včetně Mons. Syukura. Večer 22. října 2024 pak Tiskový úřad Svatého Stolce oznámil, že Syukur na přijetí kardinalátu rezignoval, "aby mohl růst v kněžském životě, ve službě Církvi a Božímu lidu".